# توان تفکیک
به طور کلی به توانایی یک تلسکوپ یا میکروسکوپ در اندازه‌گیری میزان جدایی زاویه‌ای دو جسم بسیار نزدیک به هم را توان تفکیک می‌گویند. در عمل توان تفکیک برای یک تلسکوپ، همان توانایی تلسکوپ در آشکار کردن جزئیات است.
توان تفکیک در میکروسکوپ با ضریب شکست محیط رابطه دارد هر اندازه ضریب شکست محیط بیشتر باشد توان تفکیک هم بیشتر است 

## اندازه‌گیری
دو کمیت مهم در قدرت تفکیک زاویه‌ای (Angular Resolution)، قطر دهانه ورودی و طول موج نور مرتبط با اندازه به شمار می‌آیند. قدرت تفکیک تلسکوپ‌ها بر حسب ثانیه قوسی بیان می‌شود. هر چه قطر دهانه بیشتر باشد توان تفکیک هم بیشتر شده و می‌توان جزئیات بیشتری از جرم را مشاهده نمود. پدیده پراش قدرت تفکیک هر عدسی یا آینه را محدود می‌کند. طبیعت موجی نور، امواج نور ورودی به سیستم را با هم تداخل داده و یک گروه پراش به وجود می‌آید. اگر دهانه ورودی نور گرد باشد گرته پراش تولیدشده هم گرد بوده و معیار اندازه‌گیری آن، معیار رایلی تعیین می‌کند.